# Dasystole poolei
Dasystole poolei là một loài bướm đêm trong họ Geometridae.